# Franz Vesely
Franz Vesely (* 7. August 1898 in Perchtoldsdorf; † 24. Jänner 1951 in Wien) war ein österreichischer Politiker (SPÖ) und Bezirksschulinspektor. Vesely war von 1945 bis 1951 Abgeordneter zum Landtag von Niederösterreich.
Nach dem Besuch der Volks- und Bürgerschule absolvierte Vesely die Lehrerbildungsanstalt in Wien und leistete zwischen 1915 und 1918 den Militärdienst ab. Er geriet in russische Kriegsgefangenschaft, floh aus Sibirien und kehrte zu seiner Truppe zurück. Nach der Matura war Vesely als Volks- und Hauptschullehrer tätig, wobei er nach der Machtübernahme der Nationalsozialisten 1938 entlassen und 1939 zwangspensioniert wurde. Vesely arbeitete in der Folge für eine Versicherung. 
Nach dem Ende des Zweiten Weltkriegs arbeitete Vesely ab 1945 wieder im Schuldienst und war als Bezirksschulinspektor tätig. Er vertrat die SPÖ vom 12. Dezember 1945 bis zu seinem Tod im Landtag, wobei Vesely bei einem Autounfall tödlich verunglückte. Er wurde in einem Ehrengrab am Perchtoldsdorfer Friedhof bestattet.